# Great Western Valkyrie

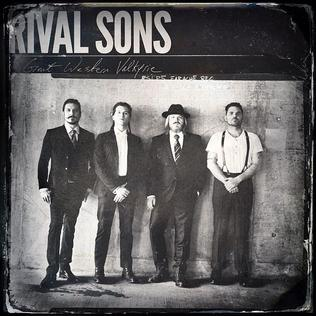
Capa do terceiro disco da banda Rival Songs

Great Western Valkyrie é o terceiro álbum de estúdio da banda Rival Sons, produzido por David Cobb, que também ajudou a escrever algumas músicas. O álbum contou com a presença do novo baixista David Beste, no lugar do membro fundador Robin Everhart, que havia saído do grupo em Agosto de 2013. O trabalho, lançado no dia 6 de junho na Europa, 9 de Junho de 2014 no Reino Unido, e 10 de junho de 2014 nos Estados Unidos, em pouco tempo alcançou grande sucesso, ficando em 1º lugar nas paradas dos Estados Unidos. Durante a turnê, o tecladista Todd Ögren-Brooks foi convidado para tocar nos shows ao vivo e se tornou um membro da banda, participando desde então de todos os shows e gravações de álbuns de estúdio.

## Lista de faixas
| N.º            | Título                  | Compositor(es)                                | Duração |  |
| 1.             | "Electric Man"          | Holiday, Buchanan, Dave Cobb                  | 3:20    |  |
| 2.             | "Good Luck"             | Buchanan, Holiday, Michael Miley, David Beste | 3:18    |  |
| 3.             | "Secret"                | Holiday, Buchanan, Miley, Beste, Cobb         | 4:41    |  |
| 4.             | "Play the Fool"         | Holiday, Buchanan                             | 3:18    |  |
| 5.             | "Good Things"           | Buchanan                                      | 5:56    |  |
| 6.             | "Open My Eyes"          | Holiday, Buchanan, Miley, Beste, Cobb         | 3:56    |  |
| 7.             | "Rich and the Poor"     | Buchanan, Cobb                                | 5:15    |  |
| 8.             | "Belle Starr"           | Holiday, Buchanan, Beste, Miley               | 4:35    |  |
| 9.             | "Where I've Been"       | Buchanan, Holiday                             | 6:18    |  |
| 10.            | "Destination on Course" | Holiday, Cobb                                 | 7:06    |  |
| Duração total: | Duração total:          | Duração total:                                | 47:43   |  |

Faixas bônus
| N.º | Título                                        | Compositor(es)                           | Duração |  |
| 11. | "Too Much Love"                               |                                          | 3:45    |  |
| 12. | "My Nature"                                   |                                          | 4:32    |  |
| 13. | "Torture" (Live in Gothenburg)                |                                          | 6:30    |  |
| 14. | "Wild Animal" (Live in Gothenburg)            | Buchanan, Holiday, Robin Everhart, Miley | 3:46    |  |
| 15. | "Manifest Destiny Pt. 2" (Live in Gothenburg) | Buchanan, Holiday, Everhart, Miley       | 5:20    |  |

## Créditos
Rival Sons
- Jay Buchanan — vocais
- Scott Holiday — guitarras
- David Beste — baixos
- Michael Miley — baterias

Músicos adicionais
- Ikey Owens — teclados
- Mike Webb — teclados em "Where I've Been"
- Kristen Rogers — vocais de apoio

Produção
- Produção de Dave Cobb
- Engenharia e mixagem de John Netti
- Masterização de Pete Lyman